# Verrone
Verrone là một đô thị ở tỉnh Biella vùng Piedmont của nước Ý, có vị trí cách khoảng 60 km về phía đông bắc của of Torino và khoảng 8 km về phía đông nam của of Biella. Tại thời điểm ngày 31 tháng 12 năm 2004, đô thị này có dân số 1.155 người và diện tích là 8,5 km².
Verrone giáp các đô thị: Benna, Candelo, Cerrione, Gaglianico, Massazza, Salussola, Sandigliano.